# Muzeum Miejskie w Żorach
Muzeum Miejskie w Żorach – muzeum położone w Żorach. Placówka mieści się w zabytkowej Willi Haeringa przy ul. Muzealnej 1/2.

## Historia
Uchwała o utworzeniu muzeum została podjęta przez żorską Radę Miejską w 1996 roku. Do jego organizacji włączyli się: Towarzystwo Miłośników Miasta Żory oraz MOK. Otwarcie placówki miało miejsce 28 grudnia 2000 roku. Do muzeum trafiły zbiory istniejącej wcześniej izby regionalnej oraz prywatne zbiory afrykanistyczne. Do 2014 roku muzeum mieściło się w budynku Miejskiego Ośrodka Kultury w Żorach, a po zakończeniu gruntownego remontu Willi Haeringa zostało przeniesione do obecnej siedziby.
Aktualnie zbiory muzeum zgrupowane są w dwóch działach:
- Dziale Historii i Kultury Regionu – zbiory związane z historią miasta oraz rzemiosł miejskich, a także ekspozycja etnograficzna,
- Dziale Kultur Pozaeuropejskich – zbiory pochodzące z Afryki Zachodniej (budownictwo, przedmioty codziennego użytku, sztuka)[5].

Muzeum jest obiektem całorocznym, czynnym codziennie z wyjątkiem sobót.

## Galeria

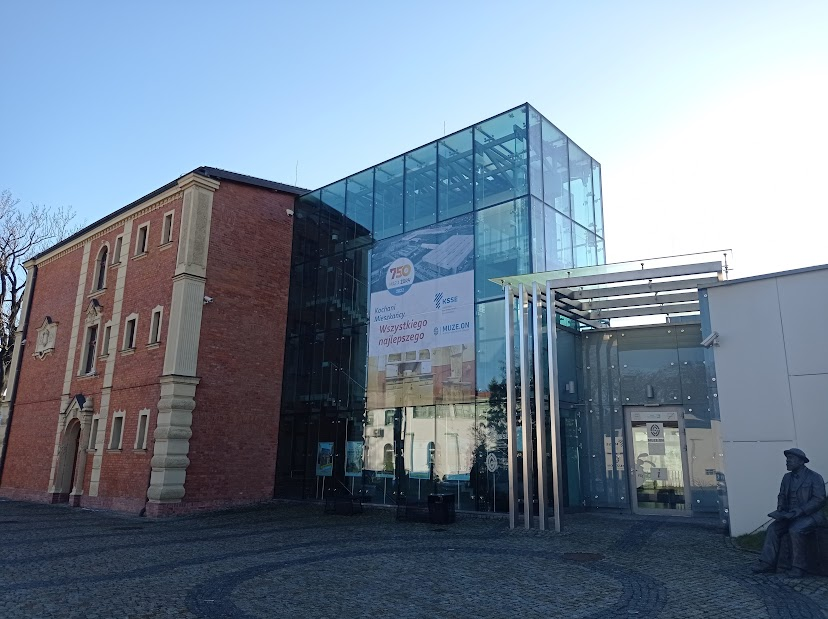
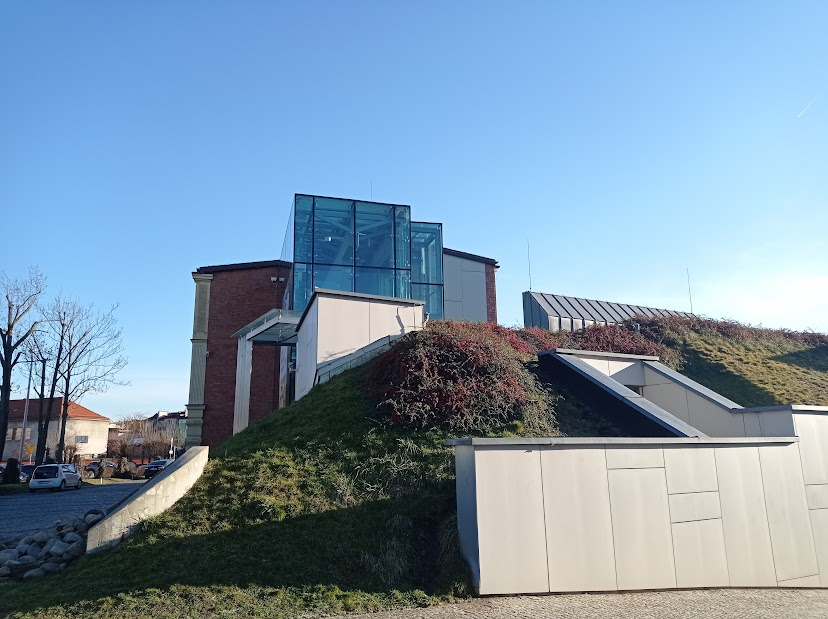
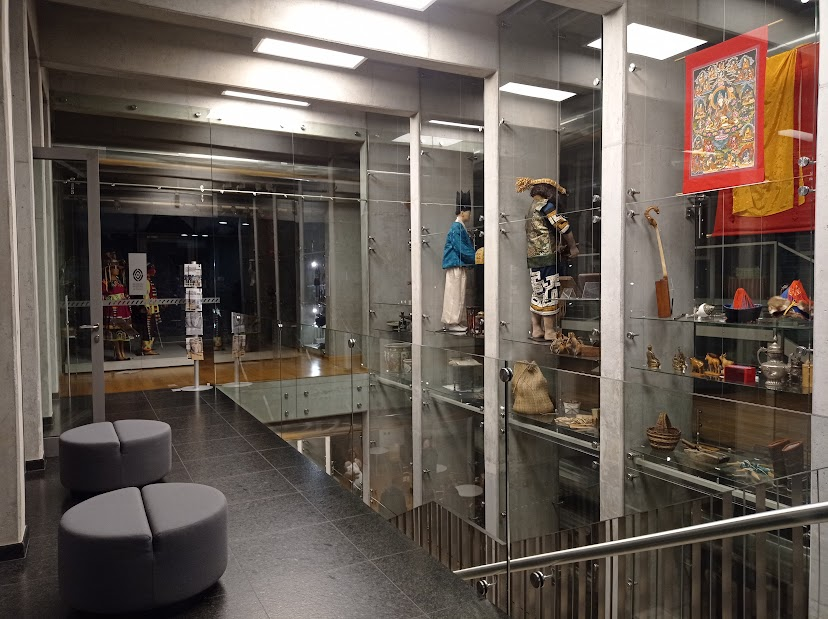